# Цревна колика
Цревна колика је стање које карактерише изненадни бол узрокован контракцијом глатких мишића у цревима. Најчешће се јавља као резултат конзумирања загађене хране,  алергије, рефлукса желудачног садржаја,  ране реакција на напад мигрене, емоционалне реакција на фрустрацију, страх или узбуђење.. Мучнина и повраћање нису неуобичајени у присуству цревних колика. Болови најчешће престају сами од себе, или понекад пацијент мора да заузме прави положај тела да би се ослободио неподношљивих симптома (помаже увијање ногу или масажа трбуха). Цревне колике код одојчади могу бити последица преосетљивости на млечне протеине, прекомерног садржаја цревног гаса или абнормалне перисталтике црева, али и незрелости нервног система.

## Патогенеза
Према патофизиолошким механизмима настанка цревне колике су врста висцералног бола чији се надражај преноси двема врстама нервних путева до соматских и висцералних центара у нервном систему. Болни надражај код колике прво се преносе до таламуса, а затим се одатле спроводе у темпорални режањ великог мозга, а нешто спорије, преко симпатикусних нервних влакана у трбушној дупљи, до вегетативних нервних центара трбуха. Двоструки пренос бола код колике на тај начин ствара утисак код болесника да је осећај бола:
- дифузан,
- нејасно локализован,
- слабијег интензитета,
- упоран,
- константан.

## Етиологија
Узрок цревне колике је контракција глатких мишића црева, која чест могу пратити два окидачка фактора:
- Цревна инфекција узрокованих уносом покварене или лоше ускладиштене хране.
- Тежак затвора, код кога фекална маса притиска на зидове црева изазивајући бол.

Међутим, постоје секундарни узроци цревних колика, који се не могу пратити код других патологија, већ су то директне последице одређених стања којима се излажемо, вољно или на други начин. Наиме, може се десити да се овај поремећај може јавити :
- након хладног шока,
- као последица нетолеранције на одређене намирнице (првенствено лактозу),
- након узимања лекова за сузбијање затвора,
- у случају јаког психо-физичког стреса, на пример након истезања перитонеалног плака током интензивног физичког напора (тада се бол јавља на левој страни трбуха), као реакција на напад мигрене, емоцијамо изазвану  фрустрацију, страх или узбуђење
- услед више или мање озбиљне гастроинтестиналне патологије и уринарне инфекције
- неправилним начином исхране,  када  беба постане нервозна, плаче и гута превише ваздуха,
- страно тело у дигестивном тракту (нпр. гутање камена или других предмета или тврди угриз),
- синдром раздражљивих црева,
- цревна опструкција
- гастроинтестинални рефлукс,
- интолеранција на лактозу,
- улцерозни колитис,
- цревна дивертикулоза,
- унос хране сувише тешке за варење (пржено, масно, гасовита пића, производи од брашна),
- пробавни проблеми изазвани недостатком физиолошке флоре
- нарушена функција нервног система,
- брз и похлепан унос хране и течности – изазива гутање велике количине ваздуха, а самим тим и цревне грчеве.

## Клиничка слика
Главни симптом цревне колике је бол у трбуху налик грчевима (у зависности од дела црева где се контракције јављају).  
Цревне колике прате и следећи симптоми:
- флатуленција
- мучнина и повраћање
- напетос трбушног зида,
- недостатак апетита.

Како понекад  цревна колика подсећа на бол код упале црвуљка, циститиса или торзије (увртања) цисте,  не треба га занемаривати већ дијагностички правилно истражити.

## Дијагноза
Након узете анамнезе палпација абдомена се може користити за одређивање локализације бола и проверу знакова стања као што је упала црвуљка, што пацијент у почетку може погрешно схватити као колику.
Да би се дијагностиковала блокада црева која изазва  колику неопходан је ултразвук абдомена. Тада се може открити присуство гаса или заробљене столице.

## Терапија
Након постављања дијагнозе лекар ће тада одлучити о лечењу, са циљем да се пацијент реши бола и лечи основни узрок, што може укључивати и операцију.
Дијета је  најефикаснији природни лек. У време најјачег бола најбоље је уопште не конзумирати храну; Након тога, неколико дана избегавати унос  масне хране, и редовно уносити најмање једана литар воде дневно. 
На крају, користитеи пребиотике и пробиотике да би се обновила изгубљена цревна флора.
Да би се побољшали симптоми цревне колике, могу се корисни лекови против болова и против упале.

## Профилакса
Најчешћ профилактичке мере којима се може спречити појава цревних колика су: 
- редовна исхрана, боље у више оброка, али у малим количинама,
- примена здраве исхране: са мало масти и избегавање уноса тешке и пржене хране, лука, шљива, купуса, слаткиша, алкохола, газираних
- не уносити течност уз оброк, већ тек после оброка
- упражњавати активан животни стил,
- одвојити довољно времена за јело ( не јсти брзо и халапљиво),
- јести у малим залогајима и темељно жвакати како би се избегло гутање пуно ваздуха,
- у току дана уносити довољно  течности да би се избегао затвор,
- повремено користити пробиотике и пребиотике који допуњују физиолошку флору дигестивног тракта и побољшавају његово функционисање,
- избегавати физичке активности одмах након јела,
- апсолутно избацити из исхране производе који сензибилизирају.
- код алергије на лактозу, користите препарате који не садрже лактазу,
- водите рачуна о лечењу стања која изазивају цревне колике (нпр. гастроезофагеални рефлукс).